# Distrikt Moyo
Moyo ist ein Distrikt in Norduganda. Die Hauptstadt des Distrikts ist Moyo.

## Lage
Der Distrikt Moyo befindet sich in der nordwestlichen Ecke Ugandas in der Subregion West-Nil. Der Distrikt grenzt im Norden und Osten an den Südsudan, im Süden an den Distrikt Adjumani über die Gewässer des Weißen Nils und im Westen an den Distrikt Yumbe. Die südsudanesischen Staaten Central Equatoria und Eastern Equatoria bilden die Nordgrenze, und eine Straße führt von Moyo zur Stadt Kajo Keji in Central Equatoria.

## Demografie
Die Bevölkerungszahl wird für 2020 auf 109.500 geschätzt. Davon lebten im selben Jahr 11,1 Prozent in städtischen Regionen und 88,9 Prozent in ländlichen Regionen.

## Wirtschaft
Subsistenzlandwirtschaft und Tierhaltung sind die wichtigsten wirtschaftlichen Aktivitäten im Bezirk. In den letzten Jahren stagnierte der Distrikt isoliert, als der zweite sudanesische Bürgerkrieg im Norden tobte und der Aufstand der Lord’s Resistance Army den direkten Weg nach Süden in die Landeshauptstadt Kampala gefährlich machte. Der Distrikt hat eine große Anzahl südsudanesischer Flüchtlinge aufgenommen, die vor den Kämpfen in ihrem Land geflohen sind.